# 特里斯塔娜·巴农
特里斯塔娜·巴农（法語：Tristane Banon，1979年1月13日—），是一名法国记者和作家。母亲和父亲分别是安娜·芒苏雷（法語：Anne Mansouret）与加布里埃尔·巴农（法語：Gabriel Banon）。她是法国新闻网站“亚特兰提克”的月度固定投稿人。

## 生平
特里斯塔娜·巴农在1979年1月13日出生于法兰西岛的塞纳河畔讷伊。她是法国社会党欧洲省委员会副主席安娜·芒苏雷的女儿。该机构是诺曼底埃夫勒东部的代表机构。父亲加布里埃尔·巴农是摩洛哥裔法国商人，曾担任法国总统乔治·让·雷蒙·蓬皮杜的工业政策顾问和巴勒斯坦总统亚西尔·阿拉法特的经济顾问。她也是多米尼克·斯特劳斯-卡恩第二任妻子布丽吉特·吉耶梅特（Brigitte Guillemette）名义上的女儿。
巴农在巴黎高级记者学校（École Supérieure de Journalisme de Paris）获得了一个学位，最初曾以临时工的身份担任过记者，以及介绍新信息和通信技术的电视节目的女新闻节目主持人，也当过体育记者。她后来被政府部门雇佣，然后又服务于文化部门，具体来说是在法国周刊杂志《巴黎竞赛》（Paris Match）工作，最后又去了《Le Figaro》日报工作。
她的第一本书是一篇名为《Erreurs avouées…》的长篇散文。由Anne Carrière出版社出版于2003年，讲述了一些政治人物生涯中的最重大的错误。而另一篇受到法国女星玛丽·特兰蒂尼昂（Marie Trintignant）悲剧之死而获得启发写出的短篇小说《Noir délire》，也于同年在文学评论刊物《Bordel》上发表。
她的第一本小说《我忘了杀她》（J'ai oublié de la tuer）于2004年11月由Éditions Anne Carrière出版。这本小说被巴农本人描述为半自传性的，讲述了一个小女孩儿破碎的童年故事, 她被母亲忽视，只能自己只顾自己，又不得不应对酗酒并有虐待倾向的保姆。
她的第二本小说《猎户座四边形》（Trapéziste）发表于2006年，随后在2008年又发表了《疯狂老爸》（Daddy Frénésie）。

## 作品列表

### 短篇故事
- Noir délire [Black Delirium], Paris, éditions Flammarion (Bordel, numéro deux: Toujours aussi pute), 2003 - (ISBN 978-2080686114)

### 小说
- J'ai oublié de la tuer [I Forgot To Kill Her], Paris, éditions Anne Carrière, 2004 - Prix du premier roman de Chambéry en 2005 - (ISBN 978-2843372841)
- Trapéziste [Trapezist], Paris, éditions Anne Carrière, 2006 - (ISBN 978-2843374265)
- Daddy Frénésie [Daddy Frenzy], Paris, éditions Plon, 21 août 2008 - (ISBN 978-2259207607)

### 散文
- Erreurs avouées... au masculin [Confessed errors...the masculine way], Paris, éditions Anne Carrière, 2003
- Le bal des hypocrites, Vauvert, éditions Au Diable Vauvert, 2011